# When Love Was Blind
When Love Was Blind è un cortometraggio muto del 1911 diretto da Lucius Henderson (con il nome Lucius J. Henderson) qui al suo debutto nella regia.

## Trama
Figlia di una ricca vedova, May è cieca fin dall'infanzia. Un giorno, durante l'assenza della madre, l'edificio dove vivono va in fiamme e May, abbandonata dai domestici che pensano solo a fuggire, resta sola nella casa. Sarà solo per l'intervento di Frank Larson, un giovane coraggioso, che la ragazza potrà salvarsi ma lui resterà sfigurato dalle fiamme. I due giovani si innamorano e la madre non ha nulla in contrario a dare la sua benedizione.
Ormai sposati da due anni, May e Frank hanno avuto un bambino. Il medico di famiglia, però, pensa di poter guarire la cecità della giovane donna. Frank, pur temendo che, con il riconquistare la vista, May possa respingerlo a causa del suo aspetto, acconsente all'operazione.
Dopo l'intervento, il medico proibisce tassativamente a May di rimuovere le bende se non vuole mettere in pericolo i risultati dell'operazione. Ma lei ha un così grande desiderio di vedere il figlio e il marito, che non obbedisce. Dopo essersi tolta le bende, vede il bambino, un piccolo bellissimo, la cui vista la riempie di gioia. Poi si gira per guardare Frank che si trova vicino a una luce molto forte: accecata, May non riesce a vederlo, ma immagina che lui sia bello come lei crede sia. Pur se infelice per essere tornata alle tenebre, la donna è felice per averli potuto vedere.

## Produzione
Il film fu prodotto dalla Thanhouser Film Corporation che, nel 1917, avrebbe poi prodotto un altro When Love Was Blind diretto da Frederick Sullivan e interpretato da Florence LaBadie, dal soggetto molto diverso.

## Distribuzione
Distribuito dalla Motion Picture Distributors and Sales Company, il film - un cortometraggio in una bobina - uscì nelle sale cinematografiche statunitensi il 24 gennaio 1911.